# Уолш, Рауль
Рауль Уолш (англ. Raoul Walsh, настоящее имя Альберт Эдвард Уолш, англ. Albert Edward Walsh; 11 марта 1887 — 31 декабря 1980) — американский кинорежиссёр, актёр, сценарист, продюсер. Один из соучредителей Американской академии киноискусств.

## Биография
Рауль Уолш родился в Нью-Йорке, рос с младшим братом Джорджем, будущим актёром немого кино. Начал карьеру в 1909 году как театральный актёр, но скоро пришёл в кинематограф.
В 1914 стал ассистентом у Дэвида Уорка Гриффита и сыграл первую большую роль в фильме «Жизнь генерала Вильи». Уолш сыграл Джона Уилкса Бута в фильме Гриффита «Рождение нации» (1915). Во время съёмок в фильме «В старой Аризоне» в 1928 году он попал в автомобильную аварию и потерял правый глаз, после чего никогда больше не снимался. В течение всей жизни Уолш носил повязку на глазу.
В его вестерне «Большая тропа» (1930) сыграл свою первую главную роль тогда малоизвестный актёр Мэрион Моррисон, которому Уолш придумал псевдоним Джон Уэйн. В 1939 году Уолш перешёл из Paramount Pictures в студию Warner Brothers, где за следующие 10 лет снял свои самые известные фильмы, включая «Судьба солдата в Америке» (1939), «Чёрная команда» («Зов крови», 1940), «Высокая Сьерра» (1941), «Белая горячка» (1949). Контракт со студией истёк в 1953 году. Уолш ушёл из кино в 1964 году.
Первой женой Уолша была актриса немого кино Мириам Купер (1916—1926), которая снималась в нескольких его фильмах. Затем последовали браки с Лорен Миллер (1928—1947) и Мэри Симпсон (1947—1980).
Умер от инфаркта в 1980 году. Похоронен на католическом кладбище Успения в Сими-Валли.

## Избранная фильмография
- 1914 — Жизнь генерала Вильи / The Life of General Villa
- 1915 — Возрождение / Regeneration
- 1923 — Розита / Rosita (совместно с Э. Любичем; в титрах не указан)
- 1924 — Багдадский вор / The Thief of Bagdad
- 1924 — Странник / The Wanderer
- 1925 — К востоку от Суэца / East of Suez
- 1926 — Почём слава? / What Price Glory
- 1928 — Сэди Томпсон / Sadie Thompson
- 1930 — Большая тропа / The Big Trail
- 1931 — Женщины всех наций / Women of All Nations
- 1931 — Жёлтый билет / The Yellow Ticket
- 1932 — Я и моя девушка / Me and My Gal
- 1933 — По дороге в Голливуд / Going Hollywood
- 1936 — Большие карие глаза / Big Brown Eyes
- 1936 — Энни с Клондайка / Klondike Annie
- 1938 — Школа свинга / College Swing
- 1939 — Судьба солдата в Америке / The Roaring Twenties
- 1940 — Чёрная команда / Dark Command (также «Зов крови»)
- 1940 — Они ехали ночью / They Drive by Night
- 1941 — Высокая Сьерра / High Sierra
- 1941 — Они умерли на своих постах / They Died with Their Boots On
- 1941 — Клубничная блондинка / The Strawberry Blonde
- 1941 — Энергия / Manpower
- 1942 — Отчаянное путешествие / Desperate Journey
- 1942 — Джентльмен Джим / Gentleman Jim
- 1943 — Северная погоня / Northern Pursuit
- 1943 — Истоки опасности / Background to Danger
- 1944 — Сомнительная слава / Uncertain Glory
- 1945 — Цель — Бирма / Objective, Burma!
- 1945 — Звуки горна в полночь / The Horn Blows at Midnight
- 1945 — Сан-Антонио / San Antonio (совместно с Д. Батлером и Р. Флори; в титрах не указан)
- 1946 — Человек, которого я люблю / The Man I Love
- 1947 — Преследуемый / Pursued
- 1947 — Шайенн / Cheyenne
- 1948 — Серебряная река / Silver River
- 1949 — Белое каление / White Heat
- 1949 — Территория Колорадо / Colorado Territory (ремейк фильма «Высокая Сьерра»)
- 1950 — Монтана / Montana (совместно с Р. Энрайтом)
- 1951 — Насаждающий закон / The Enforcer (совместно с Б. Уиндастом; в титрах не указан)
- 1951 — Капитан Горацио Хорнблоуэр / Captain Horatio Hornblower
- 1951 — Красные пески / Along the Great Divide
- 1951 — Далёкие барабаны / Distant Drums
- 1952 — Пират Чёрная Борода / Blackbeard the Pirate
- 1952 — Весь мир в его объятиях / The World in His Arms
- 1953 — Оружие ярости / Gun Fury
- 1954 — Саскачеван / Saskatchewan
- 1955 — Крутые ребята / The Tall Men
- 1956 — Король и четыре королевы / The King and Four Queens
- 1957 — Воинство ангелов / Band of Angels
- 1958 — Нагие и мёртвые / The Naked and the Dead
- 1960 — Эсфирь и царь / Esther and the King
- 1964 — Далёкий звук трубы / A Distant Trumpet